# Pirates (Astérix)
Pour les articles homonymes, voir Pirate (homonymie).
Les pirates sont des personnages récurrents de la série de bande dessinée Astérix. Ils apparaissent pour la première fois dans Astérix gladiateur et seront ensuite présents de manière régulière dans tous les albums postérieurs hormis dans Le Combat des chefs et dans Le Bouclier arverne qui sont les seuls dont ils sont totalement absents depuis leur création. Dans deux autres albums, ils sont seulement mentionnés : Astérix chez les Helvètes (par Claudius Malosinus) et Le Cadeau de César (par Roméomontaigus). Enfin, dans Astérix et la Rentrée gauloise (histoire Obélisc'h), l'arbre généalogique d'Obélix retranscrit des paroles de pirates rappelant Baba affrontés par ses descendants. Leurs premières apparitions sont parfois courtes et se réduisent à des gags sur quelques cases, pour devenir plus importantes dans les albums suivants.

## Présentation générale

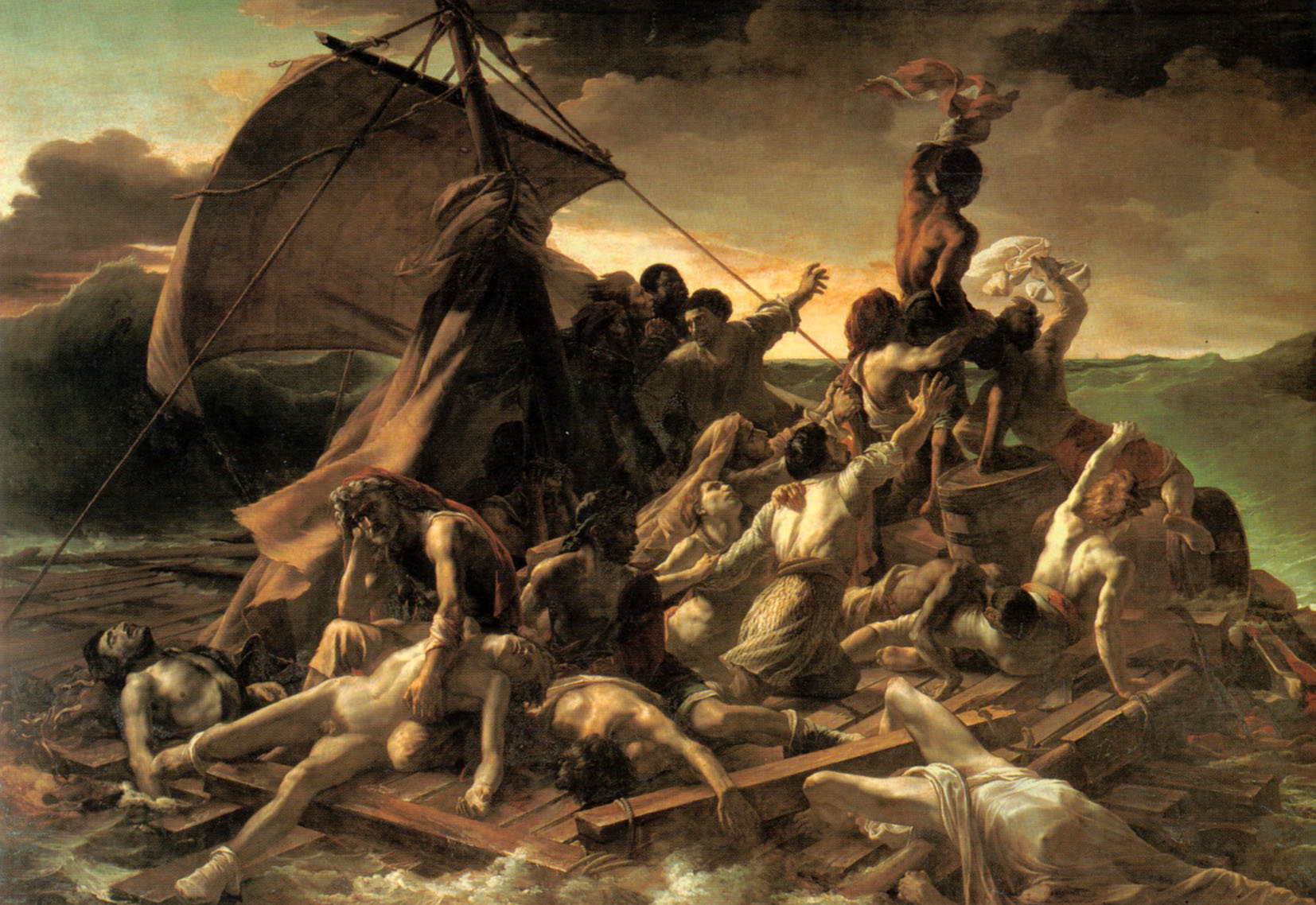
Le Radeau de La Méduse de Théodore Géricault, parodié dans Astérix légionnaire.

Les pirates apparaissent la plupart du temps pour attaquer les bateaux à bord desquels Astérix et Obélix se trouvent voyager. Les apparitions des pirates constituent un comique de répétition au fil des albums : ils ont systématiquement le dessous face à Astérix et Obélix, qui finissent en général par couler leur navire. La malchance les poursuit : lorsqu'ils ne se font pas couler par les Gaulois, ils le sont par des Romains (Astérix chez les Bretons), des Normands (Astérix et les Normands) ou, même, un fromage corse (Astérix en Corse), quand ce n'est pas par eux-mêmes au cours d'une dispute (La Zizanie, Astérix chez les Helvètes). Ils peuvent aussi se saborder volontairement par stratégie lorsqu'ils ne peuvent échapper aux Gaulois, afin d'éviter de recevoir une raclée (Astérix et Cléopâtre).
Ils rencontrent presque systématiquement Astérix et Obélix en mer lors de leurs voyages en bateau, mais aussi à des moments inattendus, durant lesquels ils ressentent les dégâts collatéraux d'une bataille qui se livre à proximité ou non. Parfois aussi, ils apparaissent dans des lieux pour le moins insolites pour des pirates (au restaurant, dans un chantier d'esclaves…).
Pour les dessiner, Uderzo caricatura, afin de leur rendre hommage, les personnages de la série de bande dessinée Barbe-Rouge, de Jean-Michel Charlier et Victor Hubinon, mettant en scène le pirate original et son équipage, dont la première aventure fut prépubliée dans le premier numéro de Pilote en même temps que celle d'Astérix. Les noms des membres d'équipage dans Astérix sont également les mêmes que ceux de la bande dessinée originale.

## Principaux membres d'équipage connus

### Baba
Pour les articles homonymes, voir Baba.
Baba est le pirate posté à la vigie. Il est noir, a un accent africain retranscrit dans les phylactères par l'omission des « r » dans les mots (remplacés par des « ' ») et a le rythme dans la peau. Son nom n'est cité qu'à partir de l'album La Galère d'Obélix. On apprend dans Astérix et le Chaudron qu'il a un cousin germain gladiateur qui aurait aimé faire la même carrière de vigie. Unique pirate noir de l'équipage, il s'exprime avec l'accent africain de sa culture d'origine, comme le personnage d'origine dans Barbe-Rouge. Ce personnage est parfois vu comme caricatural et dévalorisant pour les Noirs par certaines personnalités comme l'ancien footballeur Lilian Thuram, quand d'autres, comme Nicolas Rouvière, maître de conférences en littérature française, estiment qu'il n'y a, pour Baba comme pour les autres Noirs apparaissant dans les albums, « aucune ambiguïté sur les personnages. Le dispositif comique fonctionne avec les noirs africains comme avec tous les personnages étrangers représentés dans Astérix : c'est une pure parodie d'une imagerie commune » à l'instar des stéréotypes sur les Corses.
- Il apparaît également dans des dessins animés, notamment doublé par Roger Carel dans Astérix et Cléopâtre, par Joseph Ny'Ambi dans Astérix chez les Bretons, par Philippe Sollier dans Astérix et les Indiens et par Med Hondo dans Astérix et les Vikings.
- Il est également présent dans les films Astérix et Obélix : Mission Cléopâtre, où il est interprété par Mouss Diouf, Astérix et Obélix : Au service de Sa Majesté, où il est joué par Christophe Denis, et Astérix et Obélix : L'Empire du Milieu, où le rôle est tenu par Issa Doumbia.
- Baba est aussi présent dans quelques-uns des jeux vidéo tirés de l'univers d'Astérix où les pirates apparaissent, comme Astérix : La Bataille des Gaules (1999) développé et édité par Infogrames, où il est présent parmi les pirates à affronter dans les niveaux « La cité pirate » et « Le bateau pirate » ; Astérix Maxi-Delirium (2001) développé et édité par Infogrames où il apparaît sur le bateau pirate dans les niveaux « Touché-coulés » et « Course de bateaux » ainsi que dans le niveau « Démolition d'un camp » où il faut l'affronter avec Barbe-Rouge aux côtés des légionnaires romains dans le camp à détruire.

### Barbe-Rouge
Barbe-Rouge est le chef des pirates. Comme son modèle de la bande dessinée Barbe-Rouge, il porte un bandeau sur l'œil droit, un catogan et une barbe rousse fournie, mais il s'en distingue par son embonpoint. On ne connaît pas ses origines, mais il semble être lui-même gaulois, car il dit dans Astérix chez les Bretons que son fils s'appelle Érix et qu'il connaît à Brest une certaine Barbara, d'autant plus qu'il utilise souvent la locution « Par Toutatis ! », faisant référence à un dieu du panthéon gaulois.
- La première adaptation animée dans laquelle apparaissent les pirates est Astérix et Cléopâtre. Les pirates y ont une apparence différente par rapport à la bande dessinée, le capitaine semble inspiré de Barbe-Rouge, mais bien qu'il soit roux, il n'a qu'une moustache et pas de barbe. Il est grand et musclé, porte un habit vert, un bracelet bleu au poignet droit et une hache au côté. Il a en outre une jambe de bois du côté droit et est borgne de l'œil gauche. Son apparence physique semble un mélange entre Barbe-Rouge et Olaf Grossebaf, le chef des Normands dans Astérix et les Normands qui était sorti l'année précédant le film. Pierre Trabaud lui prête sa voix.
- En ce qui concerne les autres adaptations animées, il apparaît notamment dans Astérix chez les Bretons où il est doublé par Michel Gatineau, Astérix et les Indiens où il est doublé par Joël Zaffarano et dans Astérix : Le Secret de la potion magique où il est doublé par Éric Bougnon.
- Il est également présent dans les films Astérix et Obélix : Mission Cléopâtre, où il est interprété par Bernard Farcy, Astérix et Obélix : Au service de Sa Majesté, joué par Gérard Jugnot, et Astérix et Obélix : L'Empire du Milieu, où le rôle est tenu par Franck Gastambide.
- Barbe-Rouge est également présent dans quelques-uns des jeux vidéo tirés de l'univers d'Astérix dans lesquels les pirates apparaissent. Dans Astérix : La Bataille des Gaules en 1999, développé et édité par Infogrames, il est le boss dans les niveaux « La Cité pirate » et « Le Bateau pirate ». Dans Astérix Maxi-Delirium également en 2001, développé et édité par Infogrames, il apparaît sur le bateau pirate dans les niveaux « Touché-coulés » et « Course de bateaux » ainsi que dans le niveau « Démolition d'un camp » où il faut l'affronter avec Baba au côté des légionnaires romains dans le camp à détruire. Il apparaît également dans Astérix et Obélix XXL, développé en 2004 par Étranges Libellules et édité par Atari dans le niveau « Égypte » où il faut l'affronter avec son équipage ainsi que les Romains pour délivrer Assurancetourix.

### Érix
Érix (Éric) est le fils de Barbe-Rouge. Il fait une très brève apparition dans Le tour de Gaule et on apprend dans l'album suivant Astérix et Cléopâtre qu'il a été laissé en garantie dans un port en échange d’un bateau. En fait, le dessinateur l'a retiré car il ne le trouvait pas drôle et les trois autres faisaient finalement l'affaire.

### Triple-Patte
Triple-Patte est le vieil unijambiste et intellectuel de la bande, s’appuyant sur une canne et une jambe de bois. Régulièrement, il déclame des citations latines, teintées de fatalisme lorsqu'elles ponctuent les naufrages, ce qui a le don d'exaspérer son chef (Astérix en Corse, Le Grand Fossé, Obélix et Compagnie),. Son nom n'est cité qu'à partir de l'album La Galère d'Obélix. Il serait apparemment d'origine romaine.
- Il apparaît également dans des dessins animés. Doublé par Thierry Buisson dans Astérix et les Indiens et par Daniel Laloux dans Astérix : Le Secret de la potion magique.
- Il est également présent dans les films Astérix et Obélix : Mission Cléopâtre où il est interprété par Michel Crémadès et Astérix et Obélix : Au service de Sa Majesté où il est joué par Jacques Herlin.

### Autres
Outre ces principaux pirates, il y a d'autres membres de l'équipage qui reviennent régulièrement, comme : 
- le Chinois : un pirate costaud chinois coiffé d'une tresse. Doublé par Christian Pélissier dans Astérix et les Indiens.
- le pirate Frankenstein : un pirate ressemblant au monstre de Frankenstein.
- le pirate au casque à chandelles (Barbe Noire) : un pirate mal rasé portant un casque aux cornes relevées et orné d'une pointe évoquant un chandelier.
- le petit barbu : un pirate petit et barbu portant un casque à cornes et un pull rayé. Dans les films Astérix chez les Bretons et Astérix et les Indiens son apparence est différente, il est représenté comme un roux.
- le pirate au casque ailé : un pirate petit et barbu portant un casque ailé semblable à celui d'Astérix.
- le borgne : un pirate petit, roux et moustachu borgne de l'œil gauche.
- le pirate à tresses : un pirate blond et moustachu portant des tresses et un casque doré orné de deux anneaux.
- le grand maigre : un pirate grand et maigre mal rasé avec les cheveux noirs et longs, mais ayant le sommet du crâne dégarni.
- le Goth : un pirate roux ayant le type goth barbu et coiffé d'une houppe sur le sommet du crâne dans le style germanique.
- la caricature de Charles Aznavour : un pirate apparu dans La Fille de Vercingétorix dont le visage est une caricature de celui de Charles Aznavour. Ses différentes répliques sont des allusions aux chansons du chanteur[4]. C'est un hommage au chanteur décédé en 2018 durant la réalisation de l'album.

D'autres pirates ont été créés dans les différentes adaptations :
- un personnage aux airs naïfs apparaît dans le dessin animé Astérix chez les Bretons, son nom n'est pas donné et il se définit lui-même comme « fier d'être un pirate ». Le capitaine lui a cité des peuples à envahir et l'apprenti a ajouté les Gaulois, répandant la terreur chez l'équipage. Le navire sera d'ailleurs ensuite coulé par une flotte de Romains voguant vers la Bretagne qu'ils comptent bien envahir.
- la fille de Barbe-Rouge apparaît dans le film Astérix et Obélix : Mission Cléopâtre, son nom est inconnu, elle est jouée par Sophie Noël. Elle serait un hommage au personnage de Fifi Brindacier, dont le père est pirate.
- Maori Mataf est le nom sous lequel un pirate est crédité dans le film Astérix et Obélix : Mission Cléopâtre, en clin d'œil à la chanteuse Mallaury Nataf, il est interprété par Philippe Chany. Mataf est un mot d'argot voulant dire matelot.

## Tableau des évènements sur les pirates
Dans la plupart des albums où ils apparaissent, les pirates ont subi quelques désagréments.
| Album                                              | Cause du naufrage et commentaires | Énonciateur de la citation latine | Citation latine |
| -------------------------------------------------- | --- | --------------------------------- | --- |
| Astérix gladiateur                                 | navire gravement endommagé par Astérix et Obélix | Triple-Patte                      | Vanitas vanitatum et omnia vanitas : « Vanité des vanités et tout est vanité. » Premiers mots de l'Ecclésiaste |
| Astérix gladiateur                                 | Navire coulé par Astérix et Obélix sur le chemin du retour | x                                 | x |
| Le Tour de Gaule                                   | Navire coulé par Astérix et Obélix | Triple-Patte                      | Victrix causa diis placuit, sed victa Catoni : « La cause du vainqueur plut aux Dieux, mais celle du vaincu plut à Caton. » Lucain, Pharsale, chant I, vers 128 |
| Astérix et Cléopâtre                               | Navire sabordé par Barbe Rouge pour éviter des baffes | Triple-Patte                      | Alea jacta est : « Le sort en est jeté. » Attribué à Jules César par Suétone, Vie des XII Césars : vie du Divin Jules, 32 |
| Astérix et Cléopâtre                               | Afin de pouvoir se payer un nouveau bateau, les pirates sont aux rames de la galère égyptienne qui ramène les Gaulois en Gaule | x                                 | x |
| Astérix chez les Bretons                           | Navire coulé accidentellement par la flotte romaine en route pour envahir la Bretagne | Triple-Patte                      | O fortunatos nimium, sua si bona norint, agricolas : « Trop heureux les hommes des champs, s'ils connaissaient leur bonheur. » Virgile, Géorgiques, livre II, vers 458                                                                                               |
| Astérix chez les Bretons                           | Baba tombe de sa vigie après avoir reçu le ballon du match de rugby sur la tête : le joueur qui a tiré pour marquer était sous l'emprise de la potion magique | x                                 | x |
| Astérix chez les Bretons                           | Navire échoué sur une côte après une fuite rapide pour ne pas croiser Astérix et Obélix | Triple-Patte                      | Fluctuat nec mergitur : « Il est battu par les flots, mais ne sombre pas. » Devise de la ville de Paris, dont l'emblème est un navire |
| Astérix et les Normands                            | Navire deux fois coulé par les Normands | x                                 | x |
| Astérix légionnaire                                | Navire coulé par Astérix et Obélix. Sur un radeau rappelant le tableau Le Radeau de La Méduse de Théodore Géricault, le capitaine Barbe Rouge est médusé. | Triple-Patte                      | Vanitas vanitatum et omnia vanitas : « Vanité des vanités et tout est vanité. » Premiers mots de l'Ecclésiaste |
| Astérix légionnaire                                | Navire coulé de nouveau par Astérix et Obélix rentrant en Gaule | x                                 | x |
| Astérix aux Jeux olympiques                        | Navire sabordé par Barbe Rouge pour ne pas avoir affaire aux Gaulois | x                                 | x |
| Astérix aux Jeux olympiques                        | Naufrage de cause inconnue ("le train-train habituel") | x                                 | x |
| Astérix et le chaudron                             | Les pirates ont changé de vocation : ils sont maintenant restaurateurs et leurs premiers clients sont Astérix et Obélix. Mais ces derniers démolissent leur restaurant lors de la bagarre et les pirates retournent donc en mer | Triple-Patte                      | Ubi solitudinem faciunt, pacem appellant : « Où ils font un désert, ils l'appelent la paix. » Tacite, Vie d'Agricola, 30 |
| Astérix et le chaudron                             | À la fin de l'album, les pirates récupèrent l'argent détourné par Moralélastix. C'est une des rares fois où ils sont chanceux | x                                 | x |
| Astérix en Hispanie                                | Les Gaulois doivent s'approvisionner en nourriture pour leur voyage : ils attaquent les pirates qui venaient de faire le plein de vivres. Ces derniers doivent pêcher des poissons | x                                 | x |
| La Zizanie                                         | Navire sabordé par Baba à la suite d'une dispute | Triple-Patte                      | Auri sacra fames : « Exécrable faim de l'or. » Virgile, Énéide, livre III, vers 57 |
| La Zizanie                                         | Navire coulé par des Gaulois lors de la bataille du village | x                                 | x |
| Astérix chez les Helvètes                          | Navire coulé à la suite d'une dispute entre les pirates (naufrage mentionné par le questeur Malosinus, car les pirates sont absents de cet album) | x                                 | x |
| Le Domaine des dieux                               | Les pirates faisaient partie des esclaves ayant construit le Domaine des Dieux. Leur affranchissement leur permet de se procurer un nouveau navire | x                                 | x |
| Les Lauriers de César                              | Défaite lors d'une bataille contre des navires de la flotte de Jules César (le naufrage n'est pas clairement indiqué mais le navire a apparemment été coulé), Barbe rouge, capturé, est ramené en trophée à Rome par | x                                 | x |
| Le Devin                                           | Navire coulé dans une tempête à la suite d'une fausse prédiction d'un devin | x                                 | x |
| Le Devin                                           | Navire coulé par les Gaulois la nuit alors qu'il était ancré entre le village gaulois et l'île sur laquelle ils s'étaient réfugiés pour échapper aux prédictions du devin | x                                 | x |
| Astérix en Corse                                   | Les pirates se sont lancés dans le transport maritime de passagers à Massilia afin de détrousser leurs clients. Leurs premiers clients montent à bord une nuit. Mais lorsque les pirates découvrent avoir embarqué Astérix et Obélix à Massilia, ils s'échappent en canot tout en réussissant à ne pas les réveiller. Néanmoins, ils vont suivre leur navire à distance jusqu'en Corse. | Baba                              | Felix qui potuit rerum cognoscere causas : « Heureux celui qui a pu pénétrer les causes secrètes des choses. » Virgile, Géorgiques, livre II, vers 490 |
| Astérix en Corse                                   | Les pirates se sont lancés dans le transport maritime de passagers à Massilia afin de détrousser leurs clients. Leurs premiers clients montent à bord une nuit. Mais lorsque les pirates découvrent avoir embarqué Astérix et Obélix à Massilia, ils s'échappent en canot tout en réussissant à ne pas les réveiller. Néanmoins, ils vont suivre leur navire à distance jusqu'en Corse. | Baba                              | O tempora o mores : « Ô temps, ô mœurs. » Cicéron (4 occurrences) |
| Astérix en Corse                                   | Explosion provoquée par un fromage corse près des côtes corses. Les pirates sont ensuite capturés par les Romains et envoyés au gouverneur | Triple-Patte Baba                 | Errare humanum est « L'erreur est humaine. » proverbe gréco-latin |
| Astérix en Corse                                   | Navire coulé à quai par Astérix et Obélix, au cours de la bataille pendant laquelle ils capturent le préteur de Corse qui voulait s'enfuir à son bord | x                                 | x |
| Le Cadeau de César                                 | Navire coulé (naufrage mentionné par Roméomontaigus : les pirates sont absents de cet album) | x                                 | x |
| La Grande Traversée                                | Le bateau n'est pas coulé mais les vivres pour l'anniversaire du capitaine sont volées par Astérix et Obélix, qui ne laissent qu'un morceau de saucisson | Triple-Patte                      | Donec eris felix, multos numerabis amicos : « Tant que tu seras heureux, tu compteras beaucoup d'amis. » Ovide, Tristes, livre I, 9, 5 |
| Obélix et Compagnie                                | Navire coulé à cause d'un chargement trop lourd de menhirs pillés | Triple-Patte                      | Uti, non abuti : « User (de quelque chose), ne pas (en) abuser. » |
| Astérix chez les Belges                            | Navire coulé par un boulet involontairement envoyé par Obélix qui visait un camp romain | x                                 | x |
| Astérix chez les Belges                            | Ayant regagné le continent, les pirates sont témoins de l'affrontement des Romains contre les Belges aidés par les Gaulois. Ils tentent de demander de l'aide à plusieurs camps romains tous détruits par les Gaulois et les Belges. Leurs nombreuses visites font indiquer par erreur à César qu'ils sont avec les belges. Finalement, les pirates s'enfuient de la bataille finale dont ils sont spectateurs. Ils laissent derrière eux un bout de leur navire coulé sur lequel sont accrochés des moules, ce qui va inspirer une spécialité belge | x                                 | x |
| Le Grand Fossé                                     | Navire sabordé dans un fleuve à la suite d'un affrontement entre Acidenitrix et Comix | Triple-Patte                      | Ad augusta per angusta : « A des résultats grandioses par des voies étroites. » Victor Hugo, Hernani, acte IV, scène 3 Una salus victis, nullam sperare salutem : « L'unique salut pour les vaincus est de n'en espérer aucun. » Virgile, Énéide, livre II, vers 354 |
| L'Odyssée d'Astérix                                | Après une bataille, Astérix et Obélix obligent Barbe-Rouge à acheter toute la marchandise d'Épidemais, ruinant ainsi les pirates qui ne pourront rembourser leur bateau. Ceux-ci réussiront à revendre par la suite la marchandise | Triple-Patte                      | Non omnia possumus omnes : « Nous ne pouvons pas tous faire toutes choses. » Virgile, Bucoliques, livre VIII, vers 63 |
| L'Odyssée d'Astérix                                | Cette fois sans bataille, Astérix et Obélix obligent à nouveau Barbe-Rouge à acheter toute la marchandise d'Épidemais, ruinant ainsi à nouveau les pirates | Triple-Patte                      | Nigro notanda lapillo : « À marquer d'une pierre noire. » Proverbe latin |
| Le Fils d'Astérix                                  | La nuit de l'incendie du village, Brutus embarque à bord du navire pirate avec le fils de César pour se rendre à Brivates Portus. Le lendemain, les pirates abandonnent le navire en laissant Brutus à la merci d'Astérix et Obélix, rejoignant finalement Brivates Portus à la nage | Triple-Patte                      | Non licet omnibus adire Brivatum : « Il n'est pas donné à tout le monde d'aller à Brest. » Déformation de : Non licet omnibus adire Corinthum (qui signifie : « Il n'est pas donné à tout le monde d'aller à Corinthe. ») Traduction latine d'un proverbe grec       |
| Astérix chez Rahàzade                              | Les vivres du navire sont "vendues" (pour un sesterce symbolique) à Astérix et Obélix qui ont abordé le navire en tapis volant. Pour sauver l'honneur des pirates, Baba saborde le bateau | Triple-Patte                      | Sic transit gloria mundi : « Ainsi passe la gloire du monde. » Locution du rite catholique |
| La Rose et le Glaive                               | Navire coulé par une galère romaine afin qu'il n'y ait pas de témoins d'un projet secret | Triple-Patte                      | Desinit in piscem mulier formosa superne : « Un buste de femme qui finit en poisson. » Horace, Art poétique, vers 4. |
| La Galère d'Obélix                                 | Navire coulé accidentellement à la suite d'un accrochage avec la galère de Jules César dirigée par Astérix. Après que ce dernier a rattrapé le navire romain qu'il pourchassait et neutralisant ses occupants peu de temps après, le Gaulois sauve les pirates de la noyade et leur confie la galère de César afin de la ramener à Rome avec les Romains à bord | Triple-Patte                      | Summum jus, summa injuria : « Comble de justice, comble d'injustice. » Adage juridique rapporté par Cicéron, Sur les devoirs, livre 1, parag. 33 |
| La Galère d'Obélix                                 | Baba est remplacé par Triple-Patte au tambour pour donner le rythme aux rameurs sur la galère de César, le vigile, déçu, retourne à son poste | x                                 | x |
| La Galère d'Obélix                                 | Les pirates sont jetés par-dessus bord par l'amiral Cétinconsensus depuis la galère de Jules César à proximité du port de Rome après que Triple-Patte lui a donné de la potion magique sans le savoir. C'est Barbe-Rouge qui, désabusé, sort une citation latine à ce moment-là | Triple-Patte                      | Nunc est bibendum : « C'est maintenant qu'il faut boire. » Horace, Odes, I, 37, 1 |
| La Galère d'Obélix                                 | Les pirates sont jetés par-dessus bord par l'amiral Cétinconsensus depuis la galère de Jules César à proximité du port de Rome après que Triple-Patte lui a donné de la potion magique sans le savoir. C'est Barbe-Rouge qui, désabusé, sort une citation latine à ce moment-là | Barbe-Rouge                       | Felix qui potuit rerum cognoscere causas : « Heureux celui qui a pu pénétrer les causes secrètes des choses. » Virgile, Géorgiques, livre II, vers 490 |
| Astérix et Latraviata                              | Astérix, perdu sur un rocher en pleine mer lors d'un orage, fait signe au navire des pirates mais ceux-ci, effrayés, prennent la fuite | Triple-Patte                      | Ceterarum rerum prudens : « Prudents dans les autres cas », Cicéron, Pour Quinctius, 3 |
| Le ciel lui tombe sur la tête                      | Navire désintégré par la fusée du Nagma | Triple-Patte                      | Nihil conveniens decretis ejus : Rien qui ne soit en accord avec ce principe. Cicéron, Des vrais biens et des vrais maux, livre 2, parag. 99 |
| L'Anniversaire d'Astérix et Obélix - Le Livre d'or | Le navire le Titanix, coule pour une raison inconnue, pendant que ses propriétaires chantent Joyeux Anniversaire à Astérix et Obélix (en référence à l'Orchestre du Titanic) | Triple-Patte                      | Felix natalis dies sit tibi : « Que te soit heureux le jour de ta naissance = Joyeux anniversaire. » |
| Astérix chez les Pictes                            | Navire coulé par Astérix et Obélix avec Mac Oloch, qui, ayant retrouvé la parole, raconte son histoire aux pirates émus | x                                 | x |
| Le Papyrus de César                                | Pas de rencontre avec les Gaulois, ni de dégâts pour le navire, mais Baba est frappé à l'œil par un pigeon portant un message. La transmission du message est "piratée" | Triple-Patte                      | Dat veniam corvis, vexat censuras columbas : « La censure épargne les corbeaux et tourmente les colombes » Juvénal, Satires, livre II, vers 63 |
| Astérix et la Transitalique                        | Pas de naufrage. Les pirates participent à la course Transitalique. Mais leur char coule avant même la première étape, dans un canal de Venexia (Venise) dû à une erreur de navigation (les panneaux ont été changés) | x                                 | x |
| La Fille de Vercingétorix                          | Les pirates participent grandement à l'intrigue de l'album. En panne de vent au large du village gaulois, ils pirates font le plein d'eau douce dans la forêt de nuit. Mais au retour, ils sont accompagnés de la fille de Vercingétorix qui fugue du village pour monter à bord du navire | Triple-Patte                      | Ex malo bonum : "D'un mal (naît) un bien", Saint Augustin, Sermon LXI, parag. 2 |
| La Fille de Vercingétorix                          | Le lendemain à bord : mutinerie, assaut des Romains mis en déroute par Astérix et Obélix, prise d'otage. Obélix arrache le mât, ce qui fera couler le navire peu avant la fin de l'histoire | x                                 | x |
| Astérix et le Griffon                              | Pas de rencontre avec les Gaulois ni de naufrage. Les pirates n'apparaissent que sur une image où ils profitent d'un moment de calme pour boire et chanter | Triple-Patte                      | Carpe diem : « Cueille le jour », c'est-à-dire « profite du jour présent sans te soucier du lendemain ». Horace, Odes, I, 11, vers 18 |
| L'Iris blanc                                       | Pas de rencontre avec les Gaulois mais bateau coulé par un menhir envoyé involontairement par Obélix. De toute façons, les pirates se disputaient sur la pensée positive, montrant qu'ils étaient soumis à la philosophie de Vicévertus | Triple-Patte                      | Sic itur ad astra : « C’est ainsi que l’on s’élève vers les étoiles » ou « Ainsi atteint-on les astres ». Il s’agit d’une citation de Virgile figurant au vers 641 du chant IX de l’Énéide. Cette locution a souvent été prise comme devise                          |

## Hommages
- En 1974, dans Le Bandard fou, le dessinateur Moebius fait apparaître les pirates sur un bateau à vapeur rendant malade la vigie Baba. Leur bateau est détruit par le vaisseau-dumbo du héros sortant de l'eau. Barbe-Rouge et Triple-Patte terminent leur courte apparition flottant sur leur mât brisé.